# استبداد المماليك
استبداد المماليك هي رواية تاريخية ل جورجي زيدان, تدخل ضمن سلسلة روايات تاريخ الإسلام. تشتمل الرواية على سرد لأخبار علي بك الكبير، ومَن عاصره من مماليك مصر وأمراء الشام آنذاك، كما تروي وقائع الحرب التي قامت في ذلك الوقت بين تركيا وروسيا، وتتضمن الرواية وصف للأوضاع السياسية والاجتماعية التي عاشتها كل من مصر وسوريا في أواخر القرن الثامن عشر، كما تتناول ظاهرة استبداد الحكام والدور الذي تلعبه المؤامرات والدسائس في السيطرة على الحكم.

## شخصيات الرواية
- علي بك الكبير (شيخ البلد في مصر)
- عثمان باشا (والي مصر التركي)
- محمد بك أبو الذهب (خليفة علي بك وصهره)
- الأمير يوسف شهاب (حاكم لبنان)
- الشيخ ضاهر الزيداني (حاكم عكا)
- الأميرال أورلوف (قائد الأسطول الروسي)
- السيدة نفيسة المملوكية (زوجة علي بك)
- السيد المحروقي (من السادة الأشراف بمصر)
- السيد عبد الرحمن (تاجر مصري كبير)
- حسن (ابن السيد عبد الرحمن)
- سالمة (زوجة السيد عبد الرحمن)
- علي (خادم اسرة السيد عبد الرحمن)
- عماد الدين (رسول الشيخ ضاهر)